# Braunia laxifolia
Braunia laxifolia är en bladmossart som beskrevs av Theodor Carl Karl Julius Herzog 1916. Braunia laxifolia ingår i släktet Braunia och familjen Hedwigiaceae. Inga underarter finns listade i Catalogue of Life.